# Victor Starffin

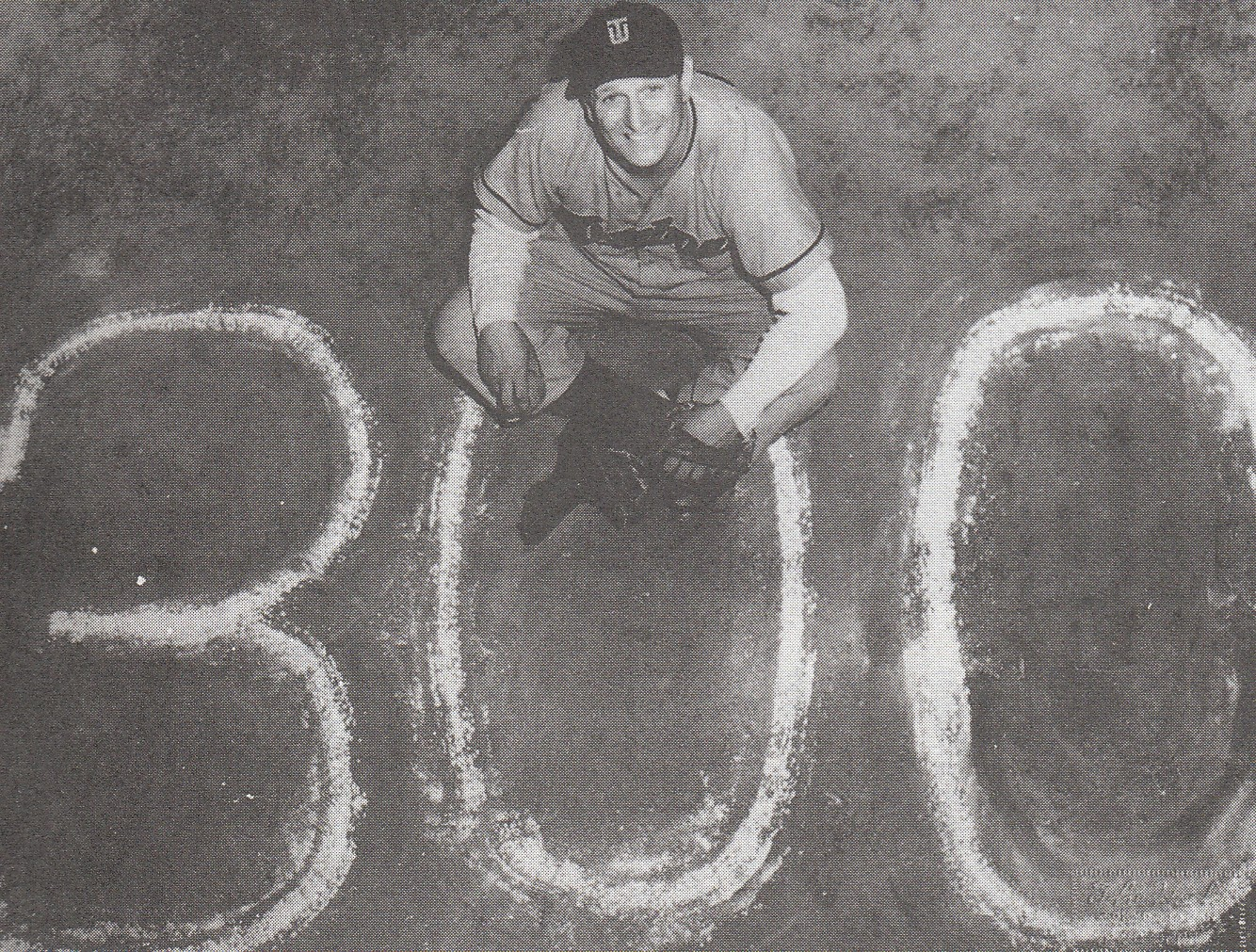
Starffin, primer pitcher en lograr 300 victorias en Japón.

Victor Starffin (Виктор Константинович/Фëдорович Старухин, Víktor Konstantínovich/Fiódorovich Starujin, 1 de mayo de 1916 - 12 de enero de 1957), apodado "el japonés de ojos azules" (青い目の日本人 Aoi-no me Nihonjin?), fue un jugador de béisbol de la Liga Japonesa nacido en Rusia y el primer lanzador profesional en Japón en ganar trescientos juegos.

## Biografía
Nacido en Nizhny Tagil, en la zona de los Urales, se trasladó con su familia al norte de Hokkaidō, donde asistió al Instituto Asahikawa. Fue por primera vez reclutado como miembro del equipo nacional de béisbol por Matsutarō Shōriki en el otoño de 1934 para un juego de exhibición contra los Estados Unidos. En ese momento, el Ministerio de Educación de Japón había establecido un reglamento que indicaba que jugadores de béisbol de escuela secundaria que se desempeñasen profesionalmente perderían su elegibilidad para ingresar en la educación superior, por lo que Starffin era reacio a jugar como profesional. Sin embargo, la familia había entrado en Japón con un visado de tránsito, y su padre, Konstantin Starffin, estaba en la cárcel en espera de juicio por cargos de homicidio involuntario, lo cual colocaba a la familia riesgo de deportación; Shoriki chantajeó a Starffin, diciéndole que si Starfin se negaba a jugar profesionalmente, Shoriki utilizaría sus contactos con el Yomiuri Shimbun para dar a conocer detalles del caso Starffin.
Starffin fue contratado por el Tōkyō Kyojingun (ahora el Yomiuri Giants), fuera del draft, en 1936, y jugó para ellos hasta 1944. Fue uno de los principales lanzadores en el béisbol japonés de la era de la "bola muerta" (pre-1945). Ganó dos premios MVP y una vez estuvo seleccionado en el equipo ideal, ganó al menos 26 juegos en seis temporadas distintas, ganando un récord de la liga de 42 partidos en 1939. Él siguió su récord de rendimiento en 1939 con otra temporada exitosa de 38 victorias en 1940. Más tarde, durante la Segunda Guerra Mundial, la paranoia de guerra dio lugar a que Starffin fuese enviado a un campo de detención. Ya se había visto obligado a cambiar su nombre por el japonés "Hiroshi Suda", desde 1940. Regresó al béisbol profesional en 1946 , jugó para el Shochiku Robins (en la actualidad el Yokohama BayStars) en 1947 y, finalmente, firmó con el Takahashi Stars/Unions (en la actualidad el Chiba Lotte Marines) en 1948. En 1955, su última temporada, se convirtió en el primer jugador con una carrera de 300 juegos ganados en el béisbol profesional japonés. Se retiró en 1955 con un récord de 303 victorias y 176 juegos pedidos.
En 1957, Starffin falleció cuando el automóvil que conducía fue alcanzado por un tren. En 1960, se convirtió en el primer extranjero elegido para el Salón de la Fama del Béisbol Japonés. La ciudad de Asahikawa ha nombrado su estadio municipal de béisbol, como Asahikawa Starffin Stadium, desde 1984.